# Споменик Јосифу Панчићу
Споменик Јосифу Панчићу подигнут у Београду у спомен на Јосифа Панчића (1814—1888), српског лекара, научника, ботаничара и првог председника Српске краљевске академије. Споменик се налази у Студенском парку и представља непокретно културно добро као споменик културе. Споменик је постављен је 1897. године, као рад је вајара Ђорђа Јовановића, једног од првих домаћих школованих вајара.

## Историјат подизања споменика
Недуго након смрти истакнутиог научника Јосифа Панчића 1888. године Министарство просвете поручује од академског вајара Ђорђа Јовановића, који се у то време налазио на школовању у Паризу, израду скулптуре. До пролећа 1891. године Панчићева скулптура је била израђена, изливена и изложена на Париском салону.
Међутим, када је Министарство просвете требало да преузме скулптуру Јосифа Панчића почело је одуговлачење и негодовање. Уметничко одељење Српске академије наука је дало негативно мишљење о споменику, сматрајући „да статуа нема никакве уметничке вредности“. Министарство просвете, по свој прилици подстакнуто негативним ставом одељења Академије, јавља уметнику да нема новца за откуп статуе, као ни да му не може надокнадити ни трошкове које је имао око ливења фигуре у бронзи.
Поводом ових догађаја група наших студената у Паризу на челу са Богданом Поповићем написала је писмо Професорском савету Велике школе, као молбу и апел за решење ове ситуације. Поводом ових догађаја такође су у тадашњој штампи су упућивани апели за скупљање прилога.
Напокон споменик је постављен у оквиру Академског парка (некадашњи Краљев трг или Велики трг) и свечано откривен 11. маја 1897. године. Откривању су присуствовале високе званице, српски краљ са члановима краљевске владе и државног савета, чланови Српске краљевске академије наука, дипломатски представник Кнежевине Бугарске, као и Никола Пашић, тада председник Београдска општина која је на себе преузела трошкове подизања споменика.

## Изглед споменика
Бронзана скулптура представља Панчића у стојећем ставу, у закораку, с лупом и гранчицом у рукама, док му поред ногу леже књиге и чувена Панчићева оморика. Са десне стране бронзаног постоља је потпис вајара и година израде скулптуре: DJ. JOVANOVITCH 1891. Четвороугаони постамент(висок 223 cm)израђен је од светлосивог камена. На постаменту је исписан текст: ЈОСИФУ ПАНЧИЋУ 1814-1888 БЕОГРАДСКА ОПШТИНА.
У развоју нашег вајарства, посебно београдских јавних споменика, споменик Јосифа Панчића заузима значајно место. То је први јавни споменик изведен у пуној фигури, као дело домаћег уметника. 
Споменик Јосифу Панчићу је утврђен за споменик културе 1967. године.

## Галерија
- Споменик Јосифу Панчићу 1
- Споменик Јосифу Панчићу, увеличано
- Споменик Јосифу Панчићу 2